# Heodes oranula
Heodes oranula är en fjärilsart som beskrevs av Freyer 1845. Heodes oranula ingår i släktet Heodes och familjen juvelvingar. Inga underarter finns listade i Catalogue of Life.